# تمزكدوين
تمزڭدوين هي قرية أمازيغية جبلية مغربية وسط المملكة. تنتمي تمزڭدوين لإقليم شيشاوة. تضم هذه القرية 8.673 نسمة (إحصاء 2004).